# Olympische Sommerspiele 2000/Leichtathletik – 3000 m Hindernis (Männer)

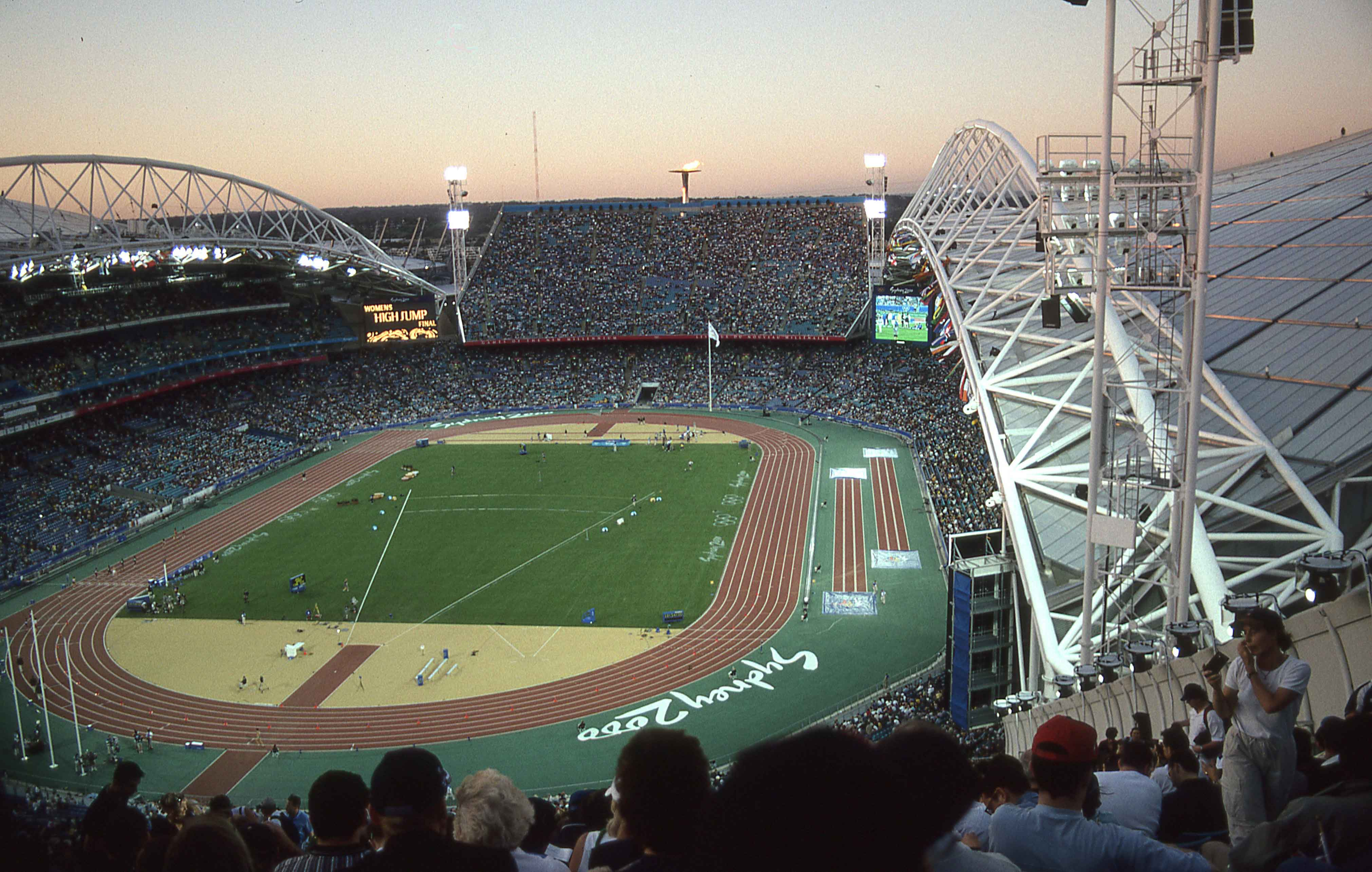
Das frühere ANZ Stadium von Sydney während der Olympischen Spiele 2000

Der 3000-Meter-Hindernislauf der Männer bei den Olympischen Spielen 2000 in Sydney wurde am 27. und 29. September 2000 im Stadium Australia ausgetragen. Vierzig Athleten nahmen teil.
Olympiasieger wurde der Kenianer Reuben Kosgei. Er gewann vor seinem Landsmann Wilson Boit Kipketer und dem Marokkaner Ali Ezzine.
Während der Schweizer Christian Belz im Vorlauf ausschied, erreichten der Deutsche Damian Kallabis und der Österreicher Günther Weidlinger das Finale. Weidlinger wurde Achter, Kallabis kam auf Platz fünfzehn ins Ziel.
Athleten aus Liechtenstein nahmen nicht teil.

## Aktuelle Titelträger
| Olympiasieger 1996                      | Joseph Keter ( Kenia)              | 8:07,12 min | Atlanta 1996    |
| Weltmeister 1999                        | Christopher Koskei ( Kenia)        | 8:11,76 min | Sevilla 1999    |
| Europameister 1998                      | Damian Kallabis ( Deutschland)     | 8:13,10 min | Budapest 1998   |
| Panamerikanischer Meister 1999          | Joël Bourgeois ( Kanada)           | 8:35,03 min | Winnipeg 1999   |
| Zentralamerika und Karibik-Meister 1999 | Salvador Miranda ( Mexiko)         | 8:42,45 min | Bridgetown 1999 |
| Südamerika-Meister 1999                 | Pablo Ramírez ( Ecuador)           | 9:11,21 min | Bogotá 1999     |
| Asienmeister 2000                       | Khamis Abdullah Saifeldin ( Katar) | 8:47,33 min | Jakarta 2000    |
| Afrikameister 2000                      | Lofti Turki ( Tunesien)            | 8:33,29 min | Algier 2000     |
| Ozeanienmeister 2000                    | Primo Higa ( Salomonen)            | 9:58,06 min | Adelaide 2000   |

## Bestehende Rekorde
| Weltrekord         | 7:55,72 min | Bernard Barmasai ( Kenia) | Köln, Deutschland         | 27. August 1997    |
| Olympischer Rekord | 8:05,51 min | Julius Kariuki ( Kenia)   | Finale OS Seoul, Südkorea | 30. September 1988 |

Der bestehende olympische Rekord wurde bei diesen Spielen nicht erreicht. Im schnellsten Rennen, dem dritten Vorlauf, verfehlte der im Finale elftplatzierte Laïd Bessou aus Algerien mit seinen 8:21,14 min den Rekord um 15,63 Sekunden. Zum Weltrekord fehlten ihm 25,42 Sekunden.

## Vorrunde
Insgesamt wurden drei Vorläufe absolviert. Für das Finale qualifizierten sich pro Lauf die ersten vier Athleten. Darüber hinaus kamen die drei Zeitschnellsten, die sogenannten Lucky Loser, weiter. Die direkt qualifizierten Läufer sind hellblau, die Lucky Loser hellgrün unterlegt.
Anmerkung: Alle Zeiten sind in Ortszeit Sydney (UTC+10) angegeben.

### Vorlauf 1

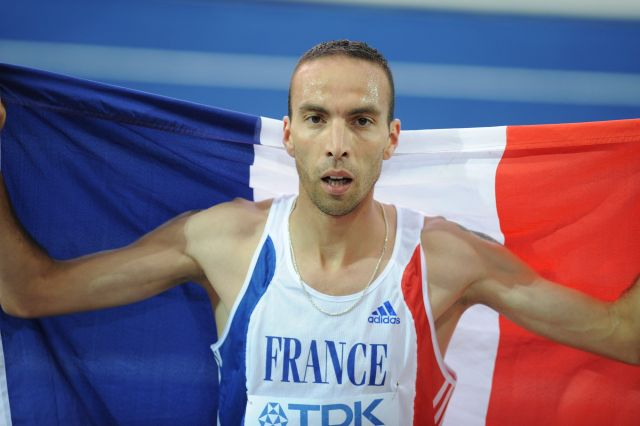
Bouabdellah Tahri – ausgeschieden als Sechster des ersten Vorlaufs

27. September 2000, 11:55 Uhr
| Platz | Name                 | Nation         | Zeit (min) |
| ----- | -------------------- | -------------- | ---------- |
| 1     | Reuben Kosgei        | Kenia          | 8:23,17    |
| 2     | Ali Ezzine           | Marokko        | 8:23,79    |
| 3     | Günther Weidlinger   | Österreich     | 8:24,07    |
| 4     | Eliseo Martín        | Spanien        | 8:24,97    |
| 5     | Mark Croghan         | USA            | 8:25,88    |
| 6     | Bouabdellah Tahri    | Frankreich     | 8:34,69    |
| 7     | Maru Daba            | Äthiopien      | 8:35,34    |
| 8     | Florin Ionescu       | Rumänien       | 8:37,44    |
| 9     | Sergij Redko         | Ukraine        | 8:40,51    |
| 10    | Christian Stephenson | Großbritannien | 8:46,66    |
| 11    | Mourad Benslimani    | Algerien       | 8:59,07    |
| 12    | Christopher Unthank  | Australien     | 9:11,19    |
| 13    | Primo Higa           | Salomonen      | 9:44,12    |

### Vorlauf 2

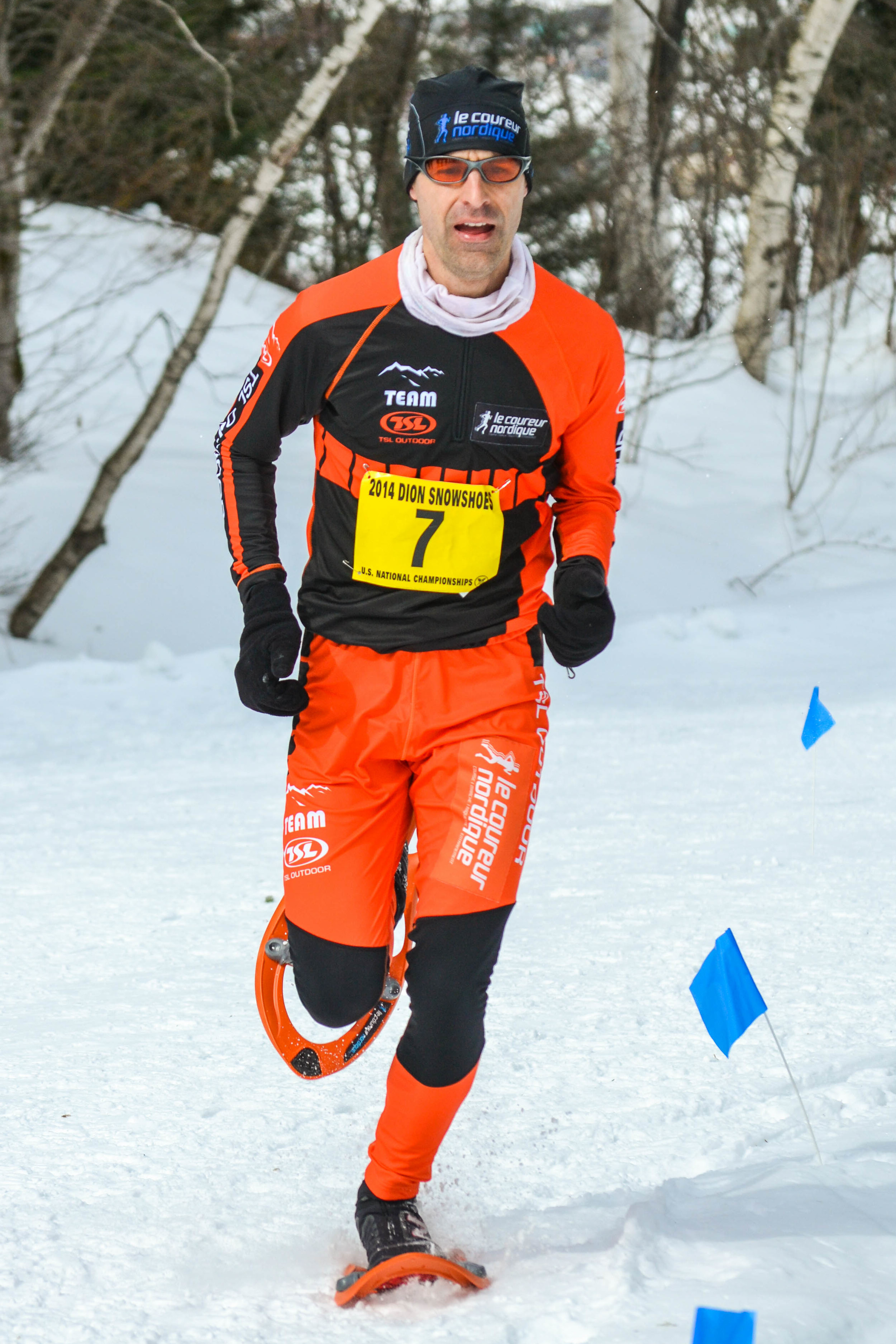
Joël Bourgeois – ausgeschieden als Siebter des zweiten Vorlaufs

27. September 2000, 12:08 Uhr
| Platz | Name                      | Nation       | Zeit (min) |
| ----- | ------------------------- | ------------ | ---------- |
| 1     | Bernard Barmasai          | Kenia        | 8:23,08    |
| 2     | Jim Svenøy                | Norwegen     | 8:23,61    |
| 3     | Khamis Abdullah Saifeldin | Katar        | 8:23,94    |
| 4     | Luis Miguel Martín        | Spanien      | 8:24,04    |
| 5     | Damian Kallabis           | Deutschland  | 8:24,48    |
| 6     | Gaël Pencreach            | Frankreich   | 8:25,35    |
| 7     | Joël Bourgeois            | Kanada       | 8:28,07    |
| 8     | Christian Belz            | Schweiz      | 8:33,45    |
| 9     | Rafał Wójcik              | Polen        | 8:33,51    |
| 10    | Anthony Cosey             | USA          | 8:35,25    |
| 11    | El Arbi Khattabi          | Marokko      | 8:43,46    |
| 12    | Georgios Giannelis        | Griechenland | 9:19,14    |
| DNF   | Stathis Stasi             | Zypern       |            |

### Vorlauf 3

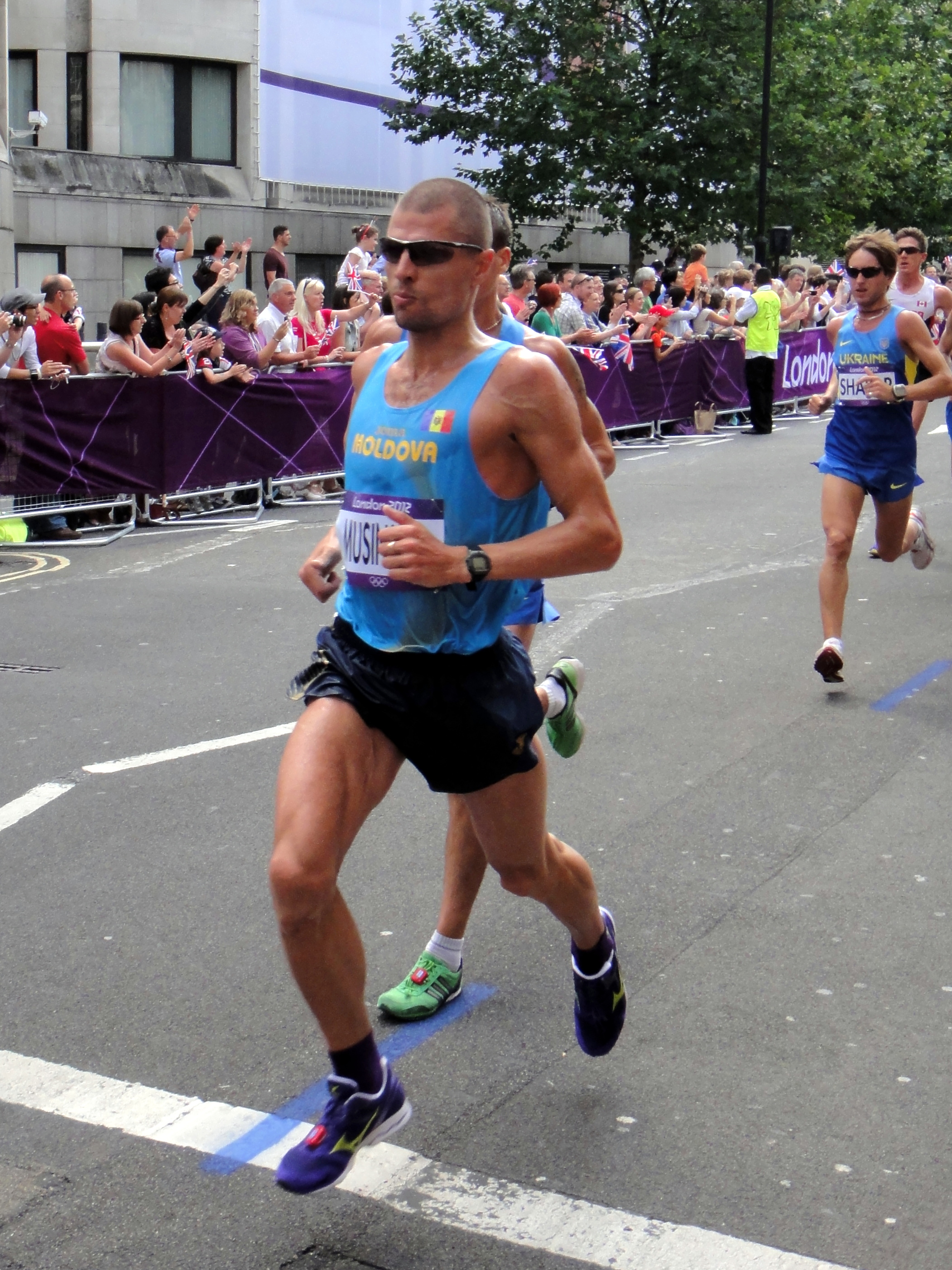
Iaroslav Mușinschi (hier bei London-Marathon 2012) scheiterte als Elfter des dritten Vorlaufs
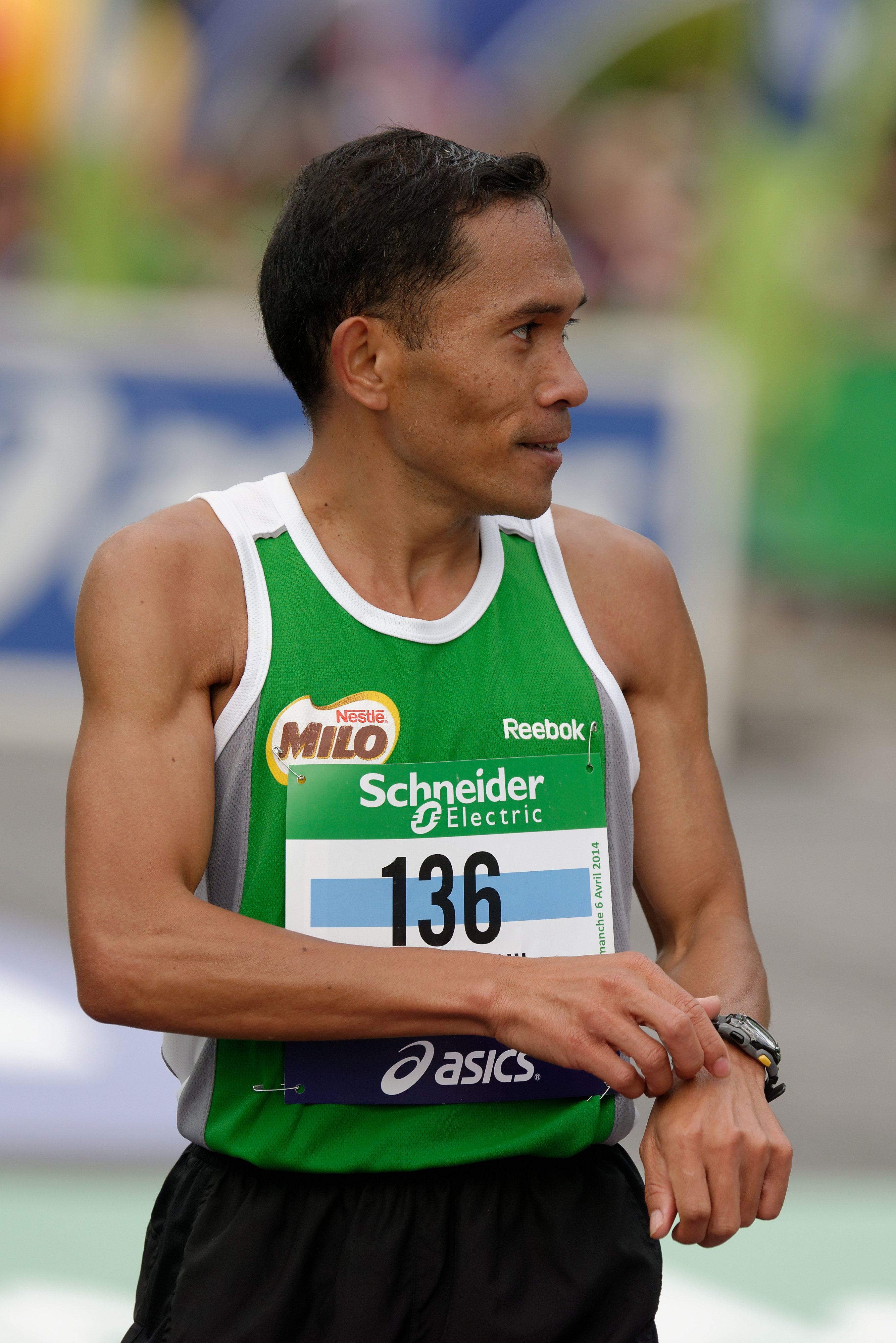
Eduardo Buenavista – ausgeschieden als Vierzehnter des dritten Vorlaufsm

27. September 2000, 12:21 Uhr
| Platz | Name                 | Nation         | Zeit (min) |
| ----- | -------------------- | -------------- | ---------- |
| 1     | Laïd Bessou          | Algerien       | 8:21,14    |
| 2     | Wilson Boit Kipketer | Kenia          | 8:22,07    |
| 3     | Simon Vroemen        | Niederlande    | 8:22,13    |
| 4     | Brahim Boulami       | Marokko        | 8:24,43    |
| 5     | Manuel Silva         | Portugal       | 8:25,70    |
| 6     | Pascal Dobert        | USA            | 8:29,52    |
| 7     | Justin Chaston       | Großbritannien | 8:31,01    |
| 8     | Lofti Turki          | Tunesien       | 8:34,84    |
| 9     | Salvador Miranda     | Mexiko         | 8:35,79    |
| 10    | Marco Cepeda         | Spanien        | 8:40,01    |
| 11    | Iaroslav Mușinschi   | Moldau         | 8:42,04    |
| 12    | Giuseppe Maffei      | Italien        | 8:48,88    |
| 13    | Wladimir Pronin      | Russland       | 8:57,69    |
| 14    | Eduardo Buenavista   | Philippinen    | 9:13,71    |

## Finale
- Bernard Barmasai (rechts, beim Amsterdam-Marathon 2006)
kam auf den vierten Platz

29. September 2000, 19:25 Uhr
| Platz | Name                      | Nation      | Zeit (min) |
| ----- | ------------------------- | ----------- | ---------- |
| 1     | Reuben Kosgei             | Kenia       | 8:21,43    |
| 2     | Wilson Boit Kipketer      | Kenia       | 8:21,77    |
| 3     | Ali Ezzine                | Marokko     | 8:22,15    |
| 4     | Bernard Barmasai          | Kenia       | 8:22,23    |
| 5     | Luis Miguel Martín        | Spanien     | 8:22,75    |
| 6     | Eliseo Martín             | Spanien     | 8:23,00    |
| 7     | Brahim Boulami            | Marokko     | 8:24,32    |
| 8     | Günther Weidlinger        | Österreich  | 8:26,70    |
| 9     | Jim Svenøy                | Norwegen    | 8:27,20    |
| 10    | Khamis Abdullah Saifeldin | Katar       | 8:30,89    |
| 11    | Laïd Bessou               | Algerien    | 8:33,07    |
| 12    | Simon Vroemen             | Niederlande | 8:37,87    |
| 13    | Manuel Silva              | Portugal    | 8:38,63    |
| 14    | Gaël Pencreach            | Frankreich  | 8:41,19    |
| 15    | Damian Kallabis           | Deutschland | 9:09,78    |

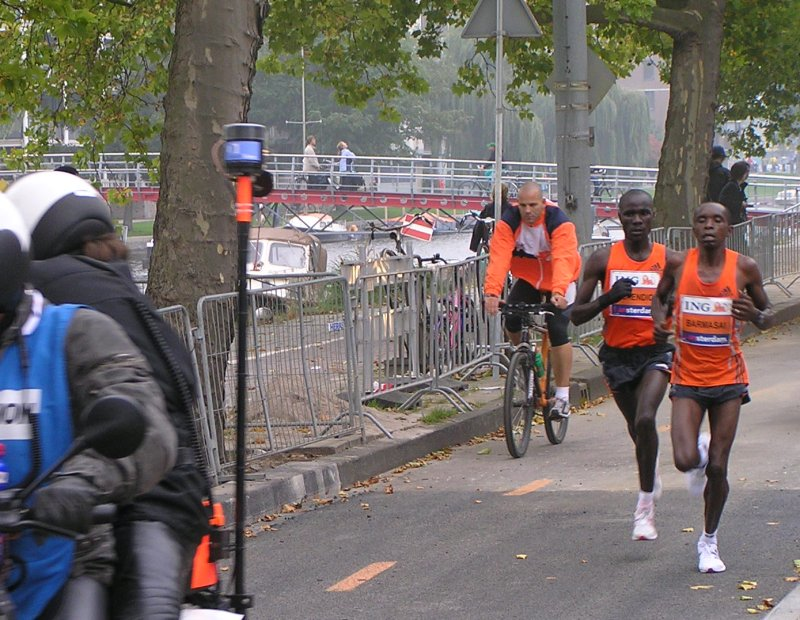
Bernard Barmasai (rechts, beim Amsterdam-Marathon 2006) kam auf den vierten Platz

Für das Finale hatten sich alle drei Kenianer sowie zwei Marokkaner und zwei Spanier qualifiziert. Komplettiert wurde das Starterfeld durch je einen Teilnehmer aus Algerien, Deutschland, Frankreich, Katar, den Niederlanden, Norwegen, Österreich und Portugal.
Als Favoriten galten die Kenianer, die auf dieser Strecke seit Jahren den Ton angaben. Insbesondere Vizeweltmeister Wilson Boit Kipketer und Weltrekordler Bernard Barmasai wurden größte Chancen auf den Olympiasieg eingeräumt, aber auch mit Reuben Kosgei war zu rechnen. Ein Medaillenkandidat war darüber hinaus der WM-Dritte Ali Ezzine aus Marokko.
Im Finalrennen gab es gleich zu Anfang einen Zwischenfall. Der deutsche Europameister Damian Kallabis stieß am ersten Hindernis an und stürzte. Er konnte weitermachen, lief jetzt jedoch dem Feld hinterher und wurde am Ende mit deutlichem Abstand Fünfzehnter und Letzter in diesem Finale.
Die drei Kenianer kontrollierten zunächst das Rennen. Nach anderthalb Runden übernahm der Marokkaner Ali Ezzine die Spitze. Der Spanier Luis Miguel Martín und der Niederländer Simon Vroemen belegten nun die Plätze zwei und drei. Nach weiteren anderthalb Runden lösten Kosgei, Kipketer und mit ihnen der Österreicher Günther Weidlinger die Führenden wieder ab. Das Tempo war nicht besonders hoch, die ersten tausend Meter wurden in 2:55,85 Minuten zurückgelegt. Anschließend wurde es etwas schneller, die Zeit für den zweiten 1000-Meter-Abschnitt betrug 2:48,06 Minuten.
In der vorletzten Runde versuchte der Spanier Eliseo Martín einen Angriff, wurde jedoch von Kosgei abgefangen und Martín ordnete sich wieder im Läuferfeld ein. Eingangs der letzten Runde gingen die Kenianer geschlossen nach vorne, dicht gefolgt von Ezzine. Auf der Gegengeraden erfolgte eine neue Attacke, diesmal von Luis Miguel Martín. Er konnte sich jedoch nicht absetzen, am Wassergraben lag er gleichauf mit Kosgei. Direkt hinter ihnen folgten Kipketer und Barmasai. Auf der Zielgeraden ging Martín die Kraft aus und er fiel deutlich zurück. Am letzten Hindernis schob sich Kipketer in die Führungsposition. Es kam jedoch zu einer Berührung mit Kosgei, die Kipketer aus dem Gleichgewicht brachte. Reuben Kosgei konnte sich nun entscheidend absetzen und das Rennen gewinnen. Wilson Boit Kipketer wurde Zweiter vor Ali Ezzine, der Bernard Barmasai noch überspurtete und einen kompletten Erfolg der Kenianer verhinderte. Fünfter und Sechster wurden die beiden Spanier Luis Miguel Martín und Eliseo Martín.
Reuben Kosgei wurde der siebte kenianische Olympiasieger über 3000 Meter Hindernis. Es war der fünfte Erfolg in Folge für Kenia in dieser Disziplin, zugleich der vierte Doppelerfolg in Folge.

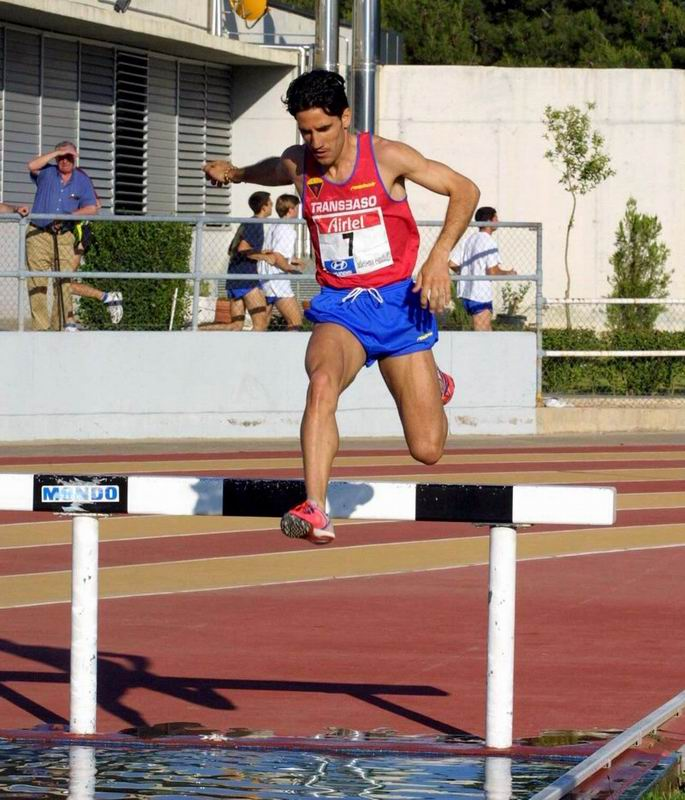
Eliseo Martín erreichte Platz sechs
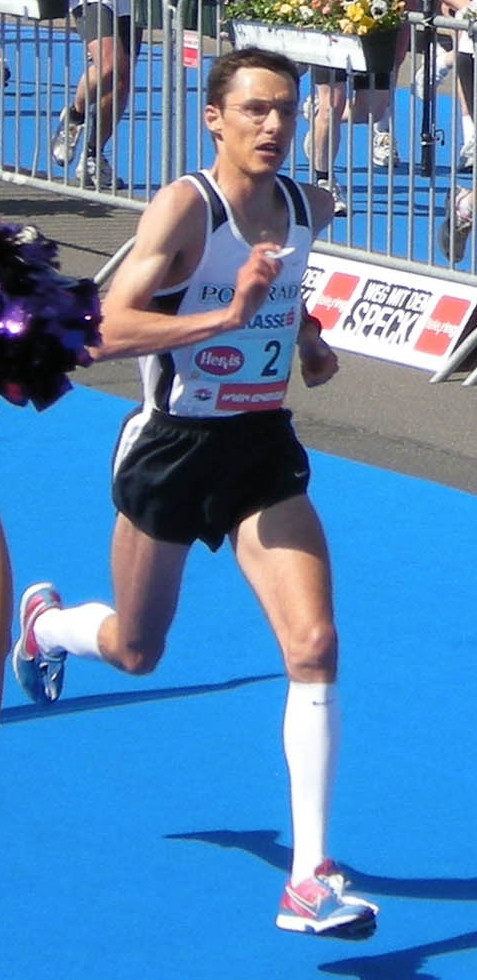
Günther Weidlinger belegte im Finale Rang acht
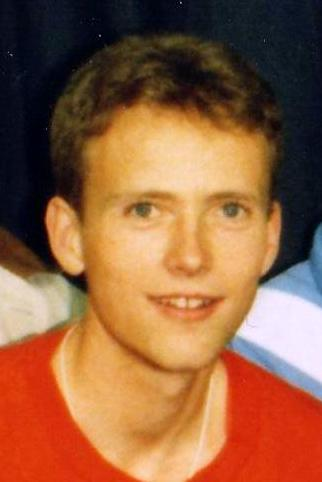
Der neuntplatzierte Jim Svenøy
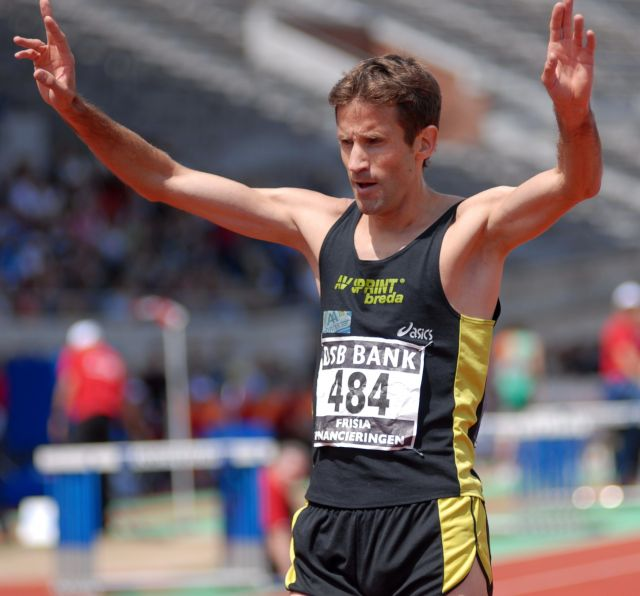
Simon Vroemen wurde Olympiazwölfter

## Videolinks
- Men's Steeplechase Final - 2000 Sydney Olympics Track & Field, youtube.com, abgerufen am 29. Januar 2022
- 2000 Sydney olympics, 3000 Meter Hindernis, youtube.com, abgerufen am 21. März 2018